# Graubrustspecht

Verbreitungsgebiet

Der Graubrustspecht (Dendropicos goertae, Syn.: Chloropicus goertae, Mesopicus goertae) ist eine Vogelart aus der Familie der Spechte (Picidae), die von Mauretanien und Senegal bis Westäthiopien und Nordwesttansania, Südgabun, Nordwestangola und in der Demokratischen Republik Kongo vorkommt. Ihr Lebensraum umfasst Wälder, baumbestandene Savanne, Weideland, Dickicht mit großen Bäumen, Kulturland und Palmenbestände in Lagen von 700 bis 3000 m Höhe.
Das Artepitheton geht auf Georges-Louis Leclerc de Buffon zurück, der „Goërtan“ als lokale Bezeichnung für diese Art im Senegal dokumentiert hat.

## Merkmale
Der Vogel ist etwa 19 bis 20 cm groß und wiegt 40 bis 53 g. Das Männchen hat eine graue Stirn und ist vorne am Scheitel grau, hinten bis zum Nacken rot, ansonsten am Kopf grau mit etwas dunkleren Ohrdecken, der Nacken ist seitlich gern etwas gelbbraun bis oliv. Es gibt undeutlich einen weißlichen Überaugenstreif bis hinters Auge ziehend, einen blass weißlichen Zügel und blasses Grau an Kinn und Kehle. Die Oberseite ist bronzefarben grün bis oliv- oder bräunlich-grün, die Schwanzdecken können rot sein. Die Flügeldecken haben blassere Ränder und Spitzen, die Flugfedern sind braun mit blassen Binden. Die Schwanzoberseite ist braun. Die Unterseite ist blass grau und hat kaum Rot, Gelb oder Orange. Die Flanken sind  leicht weiß und gelblich-weiß berändert, die Unterflügel sind schwarz und weiß gebändert. Die Schwanzunterseite ist braun mit kaum erkennbarer gelb überhauchter Bänderung. Der ziemlich lange, gerade und breite Schnabel ist schiefergrau bis schwarz, am Unterschnabel blasser. Die Iris ist rot bis braun, die Beine sind grünlich-grau, an den Gelenken weißlich.
Vom Graukopfspecht (Dendropicos spodocephalus) unterscheidet er sich durch fehlendes Rot auf der Unterseite, deutlichere Bänderung der Flügel und des Schwanzes, vom Goldrückenspecht (Dendropicos griseocephalus) durch das blassere Gefieder.
Das Weibchen hat kein Rot am Kopf und einen etwas kürzeren Schnabel.
Jungvögel sind matter ohne bronzefarbenes Gefieder, haben deutlichere Gesichtszeichnung, grau-braune Augen und sind auf der Unterseite deutlicher gebändert.

## Geografische Variation
Es werden folgende Unterarten anerkannt:
- D. g. koenigi (Neumann, 1903), – Mali bis Westsudan
- D. g. abessinicus (Reichenow, 1900), – Ostsudan bis Westäthiopien
- D. g. goertae (Statius Müller, 1776), Nominatform – Senegal und Gambia bis Mali
- D. g. centralis (Reichenow, 1900), – Sierra Leone bis Nigeria, Süden Sudans, Kenia und Nordwesttansania
- D. g. meridionalis Louette & Prigogine, 1982, – Südgabun und Nordwestangola bis in die Mitte und den Süden der Demokratischen Republik Kongo

Die Datenbank Avibase fasst die Unterarten goertae und centralis zusammen.

## Stimme
Der Ruf wird als abfallende Folge von quäkenden „kwikwikwi“ oder schnurrenden „trrrrre‘t‘ri‘tree“ Lauten, als Folge zahlreicher “wik” Töne, auch als “pew” und “pit-it” beschrieben. Die Art trommelt kaum.

## Lebensweise
Die Nahrung besteht aus Insekten, auch Nüssen von Ölpalmen, ferner werden Krabben auf den Luftwurzeln von Mangroven gejagt. Die Art tritt als Paar oder in Familien auf und sucht an Stämmen und größeren Ästen von Erdboden- bis mittlere Höhe hackend und grabend nach Nahrung.
Die Brutzeit liegt im Westen des Ausbreitungsgebietes zwischen Dezember und Juni, in Nigeria zwischen Januar und März, in Ostafrika zwischen Februar und Juli und September bis November.
Die Nesthöhle wird von beiden Elternvögeln angelegt in abgestorbenen Baumabschnitten in 0,3 bis 20 m Höhe.
Das Gelege besteht aus 2 bis 4 Eiern.

## Gefährdungssituation
Die Art gilt als nicht gefährdet (Least Concern).